# Gianfranco Manfredi
Gianfranco Manfredi (Senigallia, Provincia de Ancona, Italia, 26 de noviembre de 1948 - Senigallia, 24 de enero de 2025) fue un cantautor, actor, escritor, guionista cinematográfico y de cómic italiano.

## Biografía
Se licenció en Filosofía en la Universidad de Milán. En la capital lombarda frequentó las oficinas de la revista Re Nudo y se volvió un animador de la escena de la contracultura y contrainformación italiana. Posteriormente militó en el Partido Radical. En 1972 debutó como cantautor con el álbum La crisi, que trata de los temas políticos de la extrema izquierda de los años 1970 con ironía y desencanto. A lo largo de su carrera musical, también ha escrito letras para cantantes como Mina Mazzini, Mia Martini o Gino Paoli.
En 1979 comenzó su carrera en el cine, colaborando en el guion de la película Liquirizia de Salvatore Samperi, donde también interpretó el papel de un colegial. Durante los años 1980 su actividad musical fue disminuyendo y se dedicó principalmente a la de guionista y actor cinematográfico, iniciando paralelamente su trabajo como escritor de ensayos sobre la música italiana y de novelas policíacas.
En los años 1990 se convirtió en un prolífico guionista de historietas. En 1991 creó la historieta de terror Gordon Link para la editorial Dardo. En 1994 empezó su colaboración con la editorial Bonelli, para la que escribió varios guiones del cómic de terror Dylan Dog y del policíaco Nick Raider. En 1997 creó la historieta del Oeste-terror Viento Mágico (1997). En 2005 escribió su primera historia del wéstern Tex, dibujada por el argentino Miguel Angel Repetto. Posteriormente ideó historietas de aventuras-históricas como la miniserie Volto Nascosto (2007), su continuación Shanghai Devil (2011) y Adam Wild (2014). En 2015 estrenó Coney Island, una miniserie policíaca, y en 2018 Cani sciolti, un cómic ambientado en los movimientos sociales de 1968 en Italia, publicado en España por Panini Comics bajo el título "Primavera del 68". En 2019 volvió al mundo musical con la canción Stay Hungry, Stay Foolish, Stay Home, incluida en el disco Adoro Borealo del cantautor bresciano Auroro Borealo.
Falleció el 24 de enero de 2025, tras dos años de enfermedad, a los 76 años.

## Obras

### Discografía
- 1972 - La crisi (Spettro, S1)
- 1976 - Ma non è una malattia (Ultima Spiaggia, ZLUS 55186)
- 1977 - Zombie di tutto il mondo unitevi (Ultima Spiaggia, ZPLS 34009)
- 1978 - Biberon (Ultima Spiaggia, ZPLS 34045)
- 1978 - Premiata Forneria Marconi, Passpartù (letrista)
- 1981 - Gianfranco Manfredi (Philips Records, 6492 115)
- 1985 - Dodici (con Ricky Gianco, Fonit Cetra, LPX 148)
- 1993 - In paradiso fa troppo caldo (Gordon Link/Sony Music)
- 2003 - Danni collaterali (Materiali musicali cd il manifesto) [cantante de Che ci hanno fatto? y Sarà però]
- 2005 - La battaglia di Canne (Materiali musicali cd il manifesto) [cantante de Svita la vita]
- 2019 - Adoro Borealo (con Auroro Borealo) [cantante de Stay Hungry, Stay Foolish, Stay Home]

### Ensayos
- L'amore e gli amori in J. J. Rousseau (1735-1755). Teorie della sessualità, Milán, Mazzotta, 1978.
- Lucio Battisti, Lato Side Editori, 1978.
- Enzo Jannacci, Lato Side Editori, 1980.
- Celentano, Lato Side Editori, 1981.
- Mina, Milva, Vanoni e altre storie, Lato Side Editori, 1981.
- La strage degli innocenti, Lato Side Editori, 1982.
- Piange il grammofono, Lato Side Editori, 1982.
- Ma chi ha detto che non c'è - 1977 l'anno del big bang, Agenzia X, 2017.
- C'era una volta il popolo: storia della cultura popolare, DeriveApprodi, 2021.
- A qualcuno piace scorretto: per una storia delle provocazioni letterarie (1851-1969), DeriveApprodi, 2022.
- Il collasso della coscienza borghese: dall'uomo della folla all'uomo senza qualità, DeriveApprodi, 2023.
- Il mito di Tarzan, Allagalla, 2023.

### Novelas
- Magia rossa, Milán, Feltrinelli, 1983. ISBN 88-07-04001-8; Roma, Gargoyle, 2006. ISBN 88-89541-12-1.
- Cromantica, Milán, Feltrinelli, 1985. ISBN 88-07-04007-7; Milán, Tropea, 2008. ISBN 978-88-558-0039-6.
- Ultimi vampiri, Milán, Feltrinelli, 1987. ISBN 88-07-01342-8; extended version, Roma, Gargoyle, 2009. ISBN 978-88-89541-35-7.
- Trainspotter, Milán, Feltrinelli, 1989. ISBN 88-07-01393-2.
- Il peggio deve venire, Milán, Mondadori, 1992. ISBN 88-04-35930-7.
- La fuga del cavallo morto, Milán, Anabasi, 1993. ISBN 88-417-3016-1.
- Una fortuna d'annata, Milán, Tropea, 2000. ISBN 88-438-0135-X.
- Il piccolo diavolo nero, Milán, Tropea, 2001. ISBN 88-438-0256-9.
- Nelle tenebre mi apparve Gesù, Milán, Tropea, 2005. ISBN 88-438-0500-2.
- Ho Freddo, Roma, Gargoyle, 2008. ISBN 978-88-89541-25-8.
- Tecniche di resurrezione, Roma, Gargoyle, 2010. ISBN 978-88-89541-51-7.
- La freccia verde, Milán, Mondadori, 2013. ISBN 978-88-04-62464-6.
- Splendore a Shanghai, Lausana, Skira, 2017. ISBN 978-88-5723-575-2.
- Ma chi ha detto che non c'è - 1977 l'anno del big bang, Milán, Agenzia X, 2017. ISBN 978-88-98922-35-2.
- Hollywood o morte, La Spezia, Cut-Up Publishing, 2022. ISBN 978-88-32218-32-9.

### Filmografía
Actor:
- Liquirizia, regia di Salvatore Samperi (1979)
- Un amore in prima classe, de Salvatore Samperi (1980)
- Fotografando Patrizia, de Salvatore Samperi (1985)
- Le volpi della notte, película para televisión, de Bruno Corbucci (1986)
- Via Montenapoleone, de Carlo Vanzina (1986)
- Le vie del Signore sono finite, de Massimo Troisi (1987)
- Nel giardino delle rose, de Luciano Martino (1990)
- In camera mia, de Luciano Martino (1992)
- Abbronzatissimi 2 - Un anno dopo, de Bruno Gaburro (1993)

Guionista:
- Liquirizia, regia di Salvatore Samperi (1979)
- Un amore in prima classe, de Salvatore Samperi (1980)
- Quando la coppia scoppia, de Steno (1981)
- Miracoloni, de Francesco Massaro (1981)
- El paramédico, de Sergio Nasca (1982)
- Valentina, serie de televisión, de Giandomenico Curi y Gianfranco Giagni (1989)
- Il nido del ragno, de Gianfranco Giagni (1988)
- Colletti bianchi, miniserie de televisión, de Bruno Cortini (1988)
- Il trasformista, de Luca Barbareschi (2002)

Compositor:
- Liquirizia, regia di Salvatore Samperi (1979)
- Un amore in prima classe, de Salvatore Samperi (1980)

### Historietas
Series originales:
- Gordon Link (1991-1993; serie de 22 números), Editoriale Dardo
- Viento Mágico (1997-2010; 2019; primera serie de 130 números y un álbum especial; miniserie de 4 números), Sergio Bonelli Editore
- Volto Nascosto (2007-2008; serie de 14 números), Sergio Bonelli Editore
- Shanghai Devil (2011-2013; serie de 18 números), Sergio Bonelli Editore
- Adam Wild (2014-2016; serie de 26 números), Sergio Bonelli Editore
- Coney Island (2015; miniserie de 3 números), Sergio Bonelli Editore
- Cani sciolti (2018-2019; serie de 14 números), Sergio Bonelli Editore
- L'inquisitore (2018 y 2021; 2 números, Le Storie Special núms. 5 y 8), Sergio Bonelli Editore
- Magico Vento, il ritorno (2019; serie de 4 números), Sergio Bonelli Editore
- O procurador (2022; novela gráfica), Pipoca & Nanquim [publicado en Italia como Il procuratore, Editoriale Cosmo, 2024, y en España como Un hombre de ley, Laramie Ediciones, 2025)
- Magico Vento: Guerre Apache (2023; serie de 3 números), Sergio Bonelli Editore

Guiones para otras series:
- Nick Raider, Sergio Bonelli Editore
- Dylan Dog, Sergio Bonelli Editore
- Tex, Sergio Bonelli Editore